# Arquidiócesis de Tiro

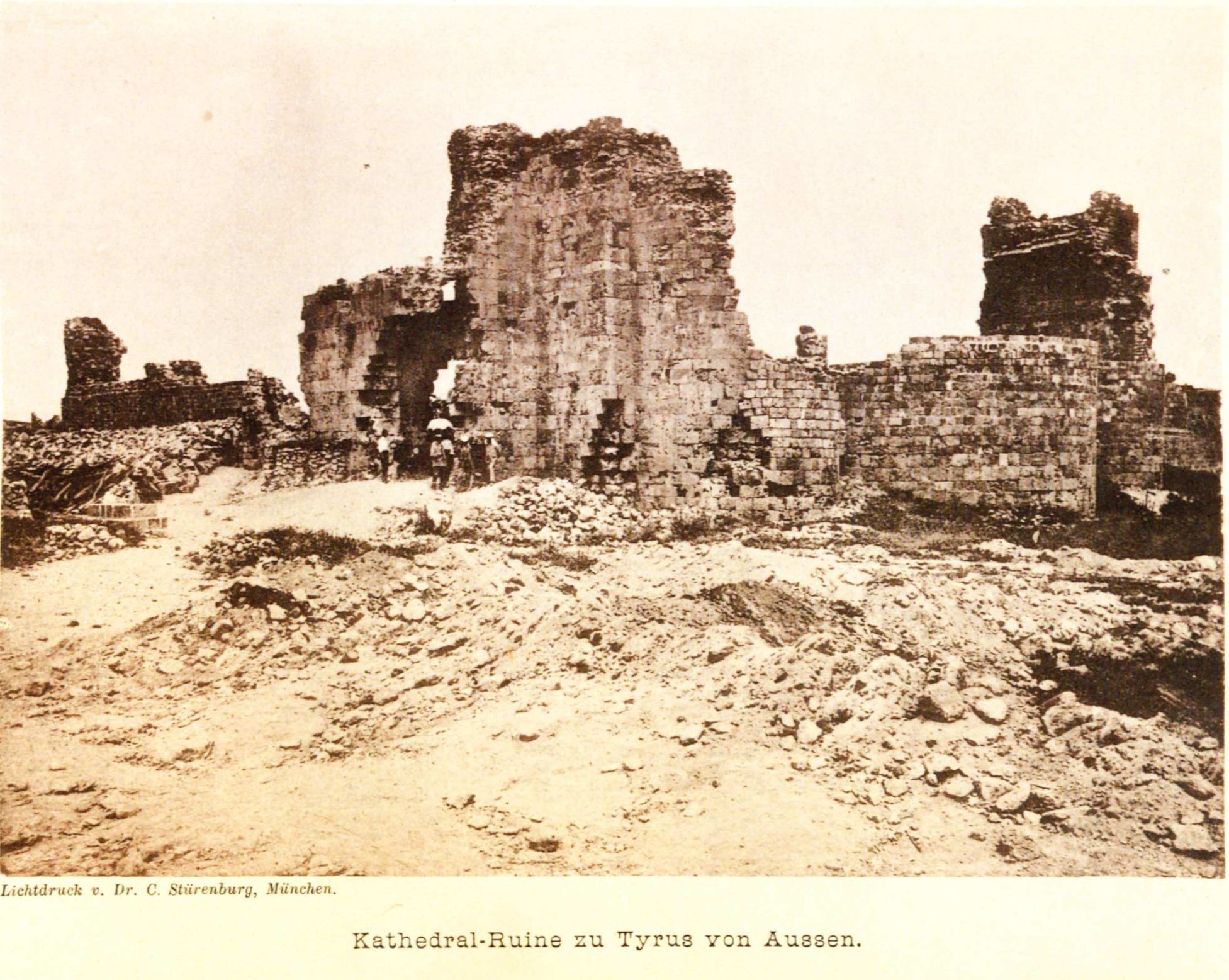
Ruinas de la catedral cruzada de Tiro en 1879

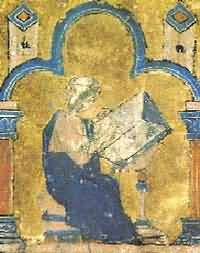
Guillermo de Tiro, arzobispo entre 1175 y 1186

La arquidiócesis de Tiro fue una de las principales sufragáneas del patriarcado latino de Jerusalén durante las Cruzadas y fue creada para servir a los miembros católicos de la diócesis. Tuvo su sede en la ciudad de Tiro, hoy ubicada en el moderno Líbano.

## Historia
Tiro fue una de las diócesis más antiguas en el cristianismo. La diócesis de Tiro fue parte de la provincia eclesiástica de Fenicia y fue el primer metropolitanato del patriarcado de Antioquía. Tradicionalmente, el obispo de Jerusalén había sido sufragáneo primero del arzobispo de Tiro y luego del de Cesarea. Tras el cisma entre Roma y Constantinopla en 1054, la sede siguió el rito ortodoxo oriental. Sin embargo, cuando los cruzados conquistaron Tiro, los argumentos sobre quién tenía derecho a designar al obispo se inclinaron a favor de la Iglesia católica y el obispo ortodoxo huyó a Constantinopla. En 1122 Eudes fue nombrado primer arzobispo latino de Tiro, pero murió dos años más tarde mientras los cruzados todavía estaban sitiando la ciudad. Su sucesor, William, era de ascendencia inglesa. 
Los cruzados construyeron la catedral de San Marcos probablemente sobre las ruinas de la gran mezquita fatimí que a su vez fue construida en el sitio del templo de Melkart.
Tiro pasó a formar parte del Reino de Jerusalén, en lugar de pertenecer al Principado de Antioquía, más al norte, siendo reivindicado por el patriarca latino de Jerusalén, en violación del antiguo derecho canónico cuyo derecho correspondía al patriarca latino de Antioquía. La disputa fue sometida a la corte del papa Inocencio II , quien falló a favor del patriarca de Jerusalén en virtud de un decreto por el cual su predecesor Pascual II había concedido al rey Balduino el derecho de someter a Jerusalén toda sede episcopal conquistada por los musulmanes. En consecuencia, dos cartas de Inocencio II obligaron al arzobispo de Tiro a someterse a la jurisdicción de Jerusalén junto con sus sufragáneos.
Los sufragáneos del arzobispo de Tiro eran los seis obispos de Trípoli, Tortosa (o Antarado), Biblos, Beirut, Sidón y Tolemaida. Más tarde, cuando las ciudades de Trípoli, Tortosa y Biblos pasaron al Principado de Antioquía, sus obispos también se sometieron al patriarca latino de Antioquía. El más notable arzobispo de Tiro fue el historiador Guillermo de Tiro, que sirvió desde 1175 a 1185.
Después de la conquista de Tiro por parte de los cruzados, la comunidad cristiana creció y la ciudad experimentó un resurgimiento económico. En 1187 Tiro fue la única ciudad que permaneció en manos de los cruzados después de la invasión de Saladino, defendida por Conrado de Montferrato, siendo considerada como la nueva capital del reino cuando los cruzados no fueron capaces de recuperar Jerusalén. A pesar de perder esa denominación por Acre, la ciudad siguió siendo el sitio de la coronación del rey, y al arzobispo se le dio la responsabilidad de oficiante y santificación de la coronación. 
Comenzando con sultán Baibars en 1254, los líderes islámicos declararon la yihad contra los cruzados y lentamente exterminaron a las comunidades cristianas en la costa. Los últimos arzobispos, Juan y Bonacourt de Gloire, dedicaron sus esfuerzos a prevenir la conquista de la ciudad por parte del Imperio mameluco, tratando de obtener la libertad de los esclavos cristianos, cuidando de los refugiados y preparando la ciudad para el próximo asalto.
La ciudad fue capturada finalmente por los mamelucos en el 1291, después de un largo asedio. La ciudad ya había sido evacuada en gran parte cuando los mamelucos llegaron, sin embargo, los que se quedaron fueron asesinados o esclavizados. La catedral de San Marcos, ya dañada por un terremoto en 1202, fue destruida junto con las demás iglesias. Por orden del papa el arzobispo abandonó la ciudad el 8 de octubre de 1294. Desde entonces Tiro se convirtió en arzobispado titular. De 1616 a 1705 la sede fue asignada al "capellán y limosnero mayor de Su Majestad" el rey de España, quien también fue patriarca de las Indias Occidentales. La sede está vacante desde el 31 de mayo de 1984, como casi la totalidad de las sedes del antiguo patriarcado de Antioquía.